# Maurizio del Liechtenstein
Maurizio Giuseppe Giovanni Battista del Liechtenstein, noto anche col nome tedesco di Moritz del Liechtenstein (Vienna, 21 luglio 1775 – Vienna, 24 marzo 1819), è stato un generale austriaco, cugino di Giovanni I del Liechtenstein.

## Biografia
Maurizio del Liechtenstein era il quarto figlio del feldmaresciallo principe Carlo Borromeo del Liechtenstein (1730–1789) e di sua moglie, la principessa Maria Eleonora di Oettingen-Spielberg (1745–1812). Suo fratello era il feldmaresciallo imperiale Luigi Gonzaga del Liechtenstein. Egli apparteneva ad un ramo collaterale della casata dei principi regnanti del Liechtenstein.
Come suo padre e i suoi fratelli, il giovane Maurizio venne avviato alla carriera militare nella quale riuscì ad eccellere grazie alle sue eccellenti doti di coraggio e di sregolatezza.
Entrò nell'esercito imperiale come sottotenente del 1º reggimento di corazzieri il 20 novembre 1792. Promosso tenente il 1º aprile 1793, prese parte alla campagna militare nei Paesi Bassi ed in quello stesso anno combatté nella battaglia di Famars prima ed all'assedio di Valenciennes. Venne quindi promosso capitano il 16 marzo 1793. In questo periodo, operò con l'armata austriaca in Germania e prese parte alla battaglia di Magonza del 29 ottobre 1795. Fu aiutante di campo dell'arciduca Carlo d'Asburgo-Teschen e nell'agosto del 1796 ottenne i gradi di maggiore. Due anni più tardi, nel marzo del 1798, venne trasferito come tenente colonnello nel corpo degli ulani del principe Schwarzenberg.
All'inizio della guerra della seconda coalizione antifrancese, Maurizio del Liechtenstein venne promosso al grado di colonnello nel 1799 e comandò il 2º reggimento ulani "Principe di Schwarzenberg" dal 1799 sino all'inizio del 1805. Con questa unità, prese parte con successo alla battaglia di Stockach (25 marzo 1799), alla prima battaglia di Zurigo (4–7 giugno 1799), all'assalto a Mannheim (18 settembre 1799), alla battaglia di Heidelberg (16 ottobre 1799), alla battaglia di Meßkirch (5 maggio 1800) ed la ritirata di Lambach (19 dicembre 1800). In quest'ultimo scontro venne catturato dai francesi dopo la disfatta degli imperiali e la sconfitta del 5º reggimento ussari presso il quale egli si trovava.
Dopo la firma della pace e la sua liberazione, tornò in servizio ed il 18 agosto 1801 ottenne la croce di cavaliere dell'Ordine Militare di Maria Teresa per la sua talentuosa leadership del suo reggimento nel corso delle campagne militari passate.

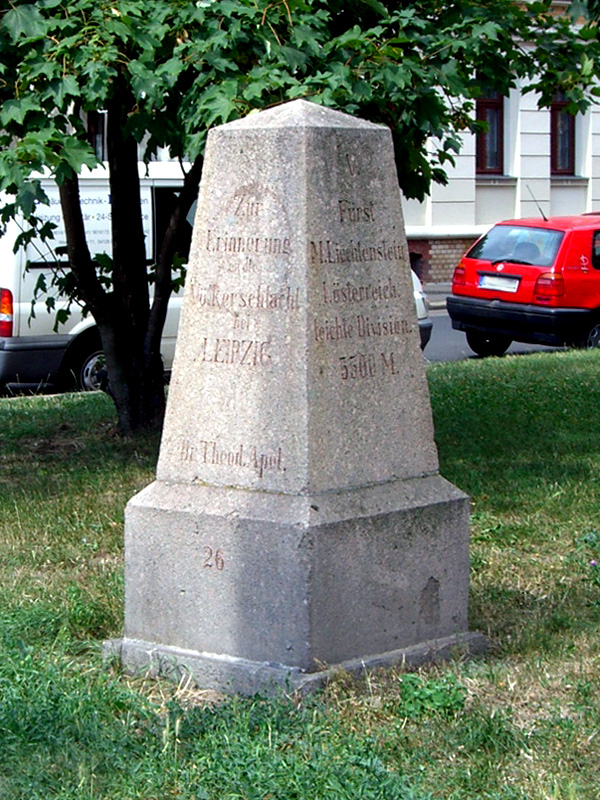
Monumento commemorativo al principe Maurizio del Lichtenstein

Quando scoppiò la guerra della terza coalizione antifrancese nel 1805, venne promosso maggiore generale e prese parte alla battaglia di Austerlitz (2 dicembre 1805), dove comandò la seconda brigata di cavalleria mista (8 squadroni austriaci e 10 squadroni ussari russi) nel corpo d'armata russo-austriaco comandato dal generale Friedrich Wilhelm von Buxhoeveden.
Nel 1809 venne promosso feldmaresciallo luogotenente e colonnello proprietario del 6º reggimento corazzieri, incarico che mantenne sino alla propria morte.
Durante le campagne per la guerre di liberazione dal 1813 al 1815, il principe Maurizio del Liechtenstein comandò una divisione leggera (4 battaglioni e 16 squadroni con 12 cannoni, per un totale di 5.000 uomini) e prese parte alla battaglia di Dresda (26-27 agosto 1813), alla battaglia di Lipsia (16-19 ottobre 1813) ed alla campagna in Francia del 1814.
Morì a Vienna nel 1819.

## Matrimonio e figli
Maurizio del Liechtenstein sposò la principessa Marie Leopoldine Esterházy von Galánthá (1788–1846) nel 1806, figlia del principe Nicola II Esterházy (1765–1833). Con lei ebbe un figlio e tre figlie:
- Nicola del Liechtenstein (deceduto nel 1808)
- Maria del Liechtenstein (nata il 31 dicembre 1808), sposò nel 1826 Ferdinand Joseph von Lobkowicz
- Eleonora del Liechtenstein (nata il 25 dicembre 1812), sposò nel 1830 Giovanni di Schwarzenberg
- Leopoldina del Liechtenstein (nata il 4 novembre 1815), sposò nel 1837 Ludovico di Lobkowitz

## Ascendenza
|                                                    |                                       |                                                            | Genitori                                             |  |  | Nonni |  |  | Bisnonni                         |  |  | Trisnonni                      |  |
|                                                    |                                       |                                                            |                                                      |  |  |       |  |  | Filippo Erasmo del Liechtenstein |  |  | Hartmann III del Liechtenstein |  |
|                                                    |                                       |                                                            |                                                      |  |  |       |  |  | Filippo Erasmo del Liechtenstein |  |  | Hartmann III del Liechtenstein |  |
|                                                    |                                       | Sidonia Elisabetta di Salm-Reifferscheidt                  |                                                      |  |  |       |  |  | Filippo Erasmo del Liechtenstein |  |  |                                |  |
| Emanuele del Liechtenstein                         |                                       |                                                            |                                                      |  |  |       |  |  | Filippo Erasmo del Liechtenstein |  |  |                                |  |
|                                                    |                                       | Cristina di Löwenstein-Wertheim-Rochefort                  | Ferdinando Carlo di Löwenstein-Wertheim-Rochefort    |  |  |       |  |  |                                  |  |  |                                |  |
|                                                    |                                       | Cristina di Löwenstein-Wertheim-Rochefort                  | Ferdinando Carlo di Löwenstein-Wertheim-Rochefort    |  |  |       |  |  |                                  |  |  |                                |  |
|                                                    |                                       | Cristina di Löwenstein-Wertheim-Rochefort                  | Anna Maria di Fürstenberg                            |  |  |       |  |  |                                  |  |  |                                |  |
| Carlo Borromeo del Liechtenstein                   |                                       | Cristina di Löwenstein-Wertheim-Rochefort                  |                                                      |  |  |       |  |  |                                  |  |  |                                |  |
|                                                    |                                       | Carlo Ludovico di Dietrichstein                            | Francesco Adamo di Dietrichstein-Hollenburg          |  |  |       |  |  |                                  |  |  |                                |  |
|                                                    |                                       | Carlo Ludovico di Dietrichstein                            | Francesco Adamo di Dietrichstein-Hollenburg          |  |  |       |  |  |                                  |  |  |                                |  |
|                                                    |                                       | Carlo Ludovico di Dietrichstein                            | Maria Cecilia di Trauttmansdorff                     |  |  |       |  |  |                                  |  |  |                                |  |
| Antonia di Dietrichstein-Weichselstädt             |                                       | Carlo Ludovico di Dietrichstein                            |                                                      |  |  |       |  |  |                                  |  |  |                                |  |
|                                                    |                                       | Maria Teresa Anna di Trauttmansdorff                       | Giorgio Sigismondo di Trauttmansdorff                |  |  |       |  |  |                                  |  |  |                                |  |
|                                                    |                                       | Maria Teresa Anna di Trauttmansdorff                       | Giorgio Sigismondo di Trauttmansdorff                |  |  |       |  |  |                                  |  |  |                                |  |
|                                                    |                                       | Maria Teresa Anna di Trauttmansdorff                       | Renata di Wildenstein                                |  |  |       |  |  |                                  |  |  |                                |  |
| Maurizio del Liechtenstein                         |                                       | Maria Teresa Anna di Trauttmansdorff                       |                                                      |  |  |       |  |  |                                  |  |  |                                |  |
|                                                    | Antonio Ernesto di Öttingen-Spielberg | Francesco Alberto di Öttingen-Spielberg                    |                                                      |  |  |       |  |  |                                  |  |  |                                |  |
|                                                    | Antonio Ernesto di Öttingen-Spielberg | Francesco Alberto di Öttingen-Spielberg                    |                                                      |  |  |       |  |  |                                  |  |  |                                |  |
|                                                    | Antonio Ernesto di Öttingen-Spielberg | Johanna Margarethe von Schwendi                            |                                                      |  |  |       |  |  |                                  |  |  |                                |  |
| Giovanni Luigi di Öttingen-Spielberg               | Antonio Ernesto di Öttingen-Spielberg |                                                            |                                                      |  |  |       |  |  |                                  |  |  |                                |  |
|                                                    |                                       | Maria Theresia Walburga Eusebia von Waldburg zu Trauchburg | Friedrich Anton Marquard von Waldburg zu Trauchburg  |  |  |       |  |  |                                  |  |  |                                |  |
|                                                    |                                       | Maria Theresia Walburga Eusebia von Waldburg zu Trauchburg | Friedrich Anton Marquard von Waldburg zu Trauchburg  |  |  |       |  |  |                                  |  |  |                                |  |
|                                                    |                                       | Maria Theresia Walburga Eusebia von Waldburg zu Trauchburg | Maria Karoline von Khuenburg                         |  |  |       |  |  |                                  |  |  |                                |  |
| Maria Eleonora di Öttingen-Spielberg               |                                       | Maria Theresia Walburga Eusebia von Waldburg zu Trauchburg |                                                      |  |  |       |  |  |                                  |  |  |                                |  |
|                                                    |                                       | Leopoldo di Schleswig-Holstein-Sonderburg-Wiesenburg       | Federico di Schleswig-Holstein-Sonderburg-Wiesenburg |  |  |       |  |  |                                  |  |  |                                |  |
|                                                    |                                       | Leopoldo di Schleswig-Holstein-Sonderburg-Wiesenburg       | Federico di Schleswig-Holstein-Sonderburg-Wiesenburg |  |  |       |  |  |                                  |  |  |                                |  |
|                                                    |                                       | Leopoldo di Schleswig-Holstein-Sonderburg-Wiesenburg       | Charlotte von Liegnitz                               |  |  |       |  |  |                                  |  |  |                                |  |
| Teresa di Schleswig-Holstein-Sonderburg-Wiesenburg |                                       | Leopoldo di Schleswig-Holstein-Sonderburg-Wiesenburg       |                                                      |  |  |       |  |  |                                  |  |  |                                |  |
|                                                    |                                       | Maria Elisabetta del Liechtenstein                         | Giovanni Adamo Andrea del Liechtenstein              |  |  |       |  |  |                                  |  |  |                                |  |
|                                                    |                                       | Maria Elisabetta del Liechtenstein                         | Giovanni Adamo Andrea del Liechtenstein              |  |  |       |  |  |                                  |  |  |                                |  |
|                                                    |                                       | Maria Elisabetta del Liechtenstein                         | Edmonda Maria di Dietrichstein-Nikolsburg            |  |  |       |  |  |                                  |  |  |                                |  |
|                                                    |                                       | Maria Elisabetta del Liechtenstein                         |                                                      |  |  |       |  |  |                                  |  |  |                                |  |